# Circuit de Borsele 2010
La 9e édition du Circuit de Borsele a lieu le 24 avril 2010. La course fait partie du calendrier international féminin UCI 2010 en catégorie 1.2. Elle est remportée par la Néerlandaise Kirsten Wild.

## Récit de la course
Il y a peu de vent sur la course. Au bout du premier tour, un groupe de quinze coureuses dont cinq de la formation Cervélo TestTeam. Claudia Häusler doit néanmoins lâcher prise plus loin. Dans le final, Charlotte Becker sort de ce groupe avec Nicole Cooke, Ellen van Dijk et Liesbet de Vocht. Elles se regardent trop et sont reprises dans les cinq cents derniers mètres. Au sprint, Kirsten Wild s'impose.

## Classements

### Classement final
| \| Classement général \| Classement général \| Classement général \| Classement général \| Classement général \| \| Coureur \| Coureur \| Pays \| Équipe \| Temps \| \| ------------------ \| ------------------ \| ------------------ \| ------------------ \| ------------------ \| \| 1re \| Kirsten Wild \| Pays-Bas \| Cervélo TestTeam \| 3 h 00 min 33 s \| \| 2e \| Rochelle Gilmore \| Australie \| Lotto Ladies \| + 0 s \| \| 3e \| Kirsty Broun \| Australie \| Australie \| + 0 s \| \| 4e \| Marianne Vos \| Pays-Bas \| Nederland Bloeit \| + 0 s \| \| 5e \| Ellen van Dijk \| Pays-Bas \| HTC-Columbia Women \| + 0 s \| \| 6e \| Charlotte Becker \| Allemagne \| Cervélo TestTeam \| + 0 s \| \| 7e \| Liesbet De Vocht \| Belgique \| Nederland Bloeit \| + 0 s \| \| 8e \| Chloe Hosking \| Australie \| HTC-Columbia Women \| + 0 s \| \| 9e \| Nicole Cooke \| Royaume-Uni \| Grande-Bretagne \| + 0 s \| \| 10e \| Lucinda Brand \| Pays-Bas \| Leontien.nl \| + 0 s \| |                  |             |                    |                 |
| |                  |             |                    |                 |
| Source : Cycling Quotient |                  |             |                    |                 |
| Classement général |                  |             |                    |                 |
| Coureur | Coureur          | Pays        | Équipe             | Temps           |
| 1re | Kirsten Wild     | Pays-Bas    | Cervélo TestTeam   | 3 h 00 min 33 s |
| 2e | Rochelle Gilmore | Australie   | Lotto Ladies       | + 0 s           |
| 3e | Kirsty Broun     | Australie   | Australie          | + 0 s           |
| 4e | Marianne Vos     | Pays-Bas    | Nederland Bloeit   | + 0 s           |
| 5e | Ellen van Dijk   | Pays-Bas    | HTC-Columbia Women | + 0 s           |
| 6e | Charlotte Becker | Allemagne   | Cervélo TestTeam   | + 0 s           |
| 7e | Liesbet De Vocht | Belgique    | Nederland Bloeit   | + 0 s           |
| 8e | Chloe Hosking    | Australie   | HTC-Columbia Women | + 0 s           |
| 9e | Nicole Cooke     | Royaume-Uni | Grande-Bretagne    | + 0 s           |
| 10e | Lucinda Brand    | Pays-Bas    | Leontien.nl        | + 0 s           |

### Points UCI
| Position           | 1er | 2e | 3e | 4e | 5e | 6e | 7e | 8e | 9e | 10e |
| Classement général | 40  | 30 | 16 | 12 | 10 | 8  | 6  | 3  | 2  | 1   |